# Alice Hoffman
Alice Hoffman (16 de marzo de 1952) es una novelista estadounidense y escritora de literatura infantil y juvenil conocida sobre todo por su novela de 1995 Practical Magic, que en 1998 tuvo una adaptación al cine en la película del mismo nombre. Muchas de sus obras caen en el género del realismo mágico y contienen elementos de magia, ironía y amor romántico y relaciones no estándar. 

## Biografía
Alice Hoffman nació en la ciudad de Nueva York y se crio en Long Island, Nueva York . Su abuela era una inmigrante ruso-judía. Se graduó en la escuela secundaria Valley Stream North High School en 1969, y luego en la Universidad de Adelphi obteniendo una Licenciatura en artes. Fue becaria Mirrielees en el Centro de Escritura Creativa de la Universidad de Stanford entre 1973 y 1974, donde obtuvo una Maestría en Artes en Escritura Creativa.

## Trayectoria
Cuando Hoffman tenía veintiún años y estudiaba en Stanford, su primer cuento, At The Drive-In, se publicó en el Volumen 3 de la revista literaria Fiction. El editor Ted Solotaroff se puso en contacto con ella y le preguntó si tenía una novela. En ese momento, comenzó a escribir su primera novela, Property Of . Fue publicado en 1977 por Farrar Straus y Giroux, ahora una división de Macmillan Publishers . Se publicó una parte de Property Of en la revista literaria de Solotaroff, American Review. 
El primer trabajo de Hoffman fue en Doubleday, editorial que publicaría más tarde dos de sus novelas. 
Recibió el Premio del Libro Notable de Nueva Jersey con la novela Ice Queen. Ganó un Dashiell Hammett Prize por La luna de las tortugas. Escribió el guion de la película de 1983 Independence Day, protagonizada por Kathleen Quinlan y Dianne Wiest. 
En septiembre de 2019, Hoffman publicó "The World That We Knew", basado en una historia real que le contó una fan durante una firma de libros. La mujer le confió a Hoffman que durante la Segunda Guerra Mundial, sus padres judíos la hicieron vivir con personas no judías para escapar de los nazis. Estos niños se conocieron como "niños ocultos" y Hoffman pensó en esta mujer y la inusual educación que recibió durante años antes de decidirse a viajar a Europa y aprender más.
Durante 2019 trabajó en la tercera novela de la serie "Practical Magic". "El tercer libro es sobre Maria Owens, la antepasada original de la familia, en el siglo XVII. Ha sido muy divertido volver con la familia Owens y descubrir sus secretos".
Hoffman también ha escrito para Scholastic Press las novelas para jóvenes Indigo, Green Angel, y su secuela, Green Witch. Con su hijo Wolfe Martin, escribió el libro ilustrado Moondog.

## Vida personal
Hoffman reside en Boston. Después de recibir tratamiento para el cáncer de mama en el Hospital Mount Auburn de Cambridge, ayudó a establecer el Hoffman Breast Center del citado hospital.
Hoffman es judía.

### Novelas
- Propiedad de (1977)
- The Drowning Season (1979)
- Angel Landing (1980)
- White Horses (1982)
- Fortune's Daughter (1985)
- Illumination Night (1987)
- At Risk (1988)
- El séptimo cielo (1990)
- La luna de las tortugas (1992)
- Second Nature (1994)
- Practical Magic (1995)
- Here on Earth (1997)
- Local Girls (1999)
- The River King (2000)
- Blue Diary (2001)
- El futuro probable (2003)
- Blackbird House (2004)
- The Ice Queen (2005)
- Confesiones bajo el cielo (2007)
- The Third Angel (2008)
- The Story Sisters (2009)
- The Red Garden (2011)
- The Dovekeepers (2011)
- The Museum of Extraordinary Things (2014)
- The Marriage of Opposites (2015)
- Faithful (2016)
- The Rules of Magic (2017) - precuela de Practical Magic
- The World That We Knew (2019)

### Novelas para jóvenes
- Aguamarine (2001)
- Indigo (2002)
- Green Angel (2003)
- Water Tales: Aquamarine & Indigo (edición ómnibus) (2003)
- The Foretelling (2005)
- Incantation (2006)
- Green Witch (2010)
- Green Heart (2012)

### Libros de grado medio
- Pájaro de medianoche (2015)

### Libros para niños
- Fireflies: A Winter's Tale (ilustrado por Wayne McLoughlin) (1999)
- Horsefly (con dibujos de Steve Johnson and Lou Fancher) (2000)
- Moondog (con Wolfe Martin; ilustrado por Yumi Heo) (2004)

### Cuentos cortos
- Conjure (2014)

### No ficción
- Survival Lessons (2013)

## Filmografía
- Independence Day (1983) (escritor)
- Practical Magic (1998) (novela)
- Sudbury (2004) (novela)
- The River King (2005) (novela)
- Aquamarine (2006) (novela)
- The Dovekeepers (2014) (novela)